# Lukas Kiedaisch

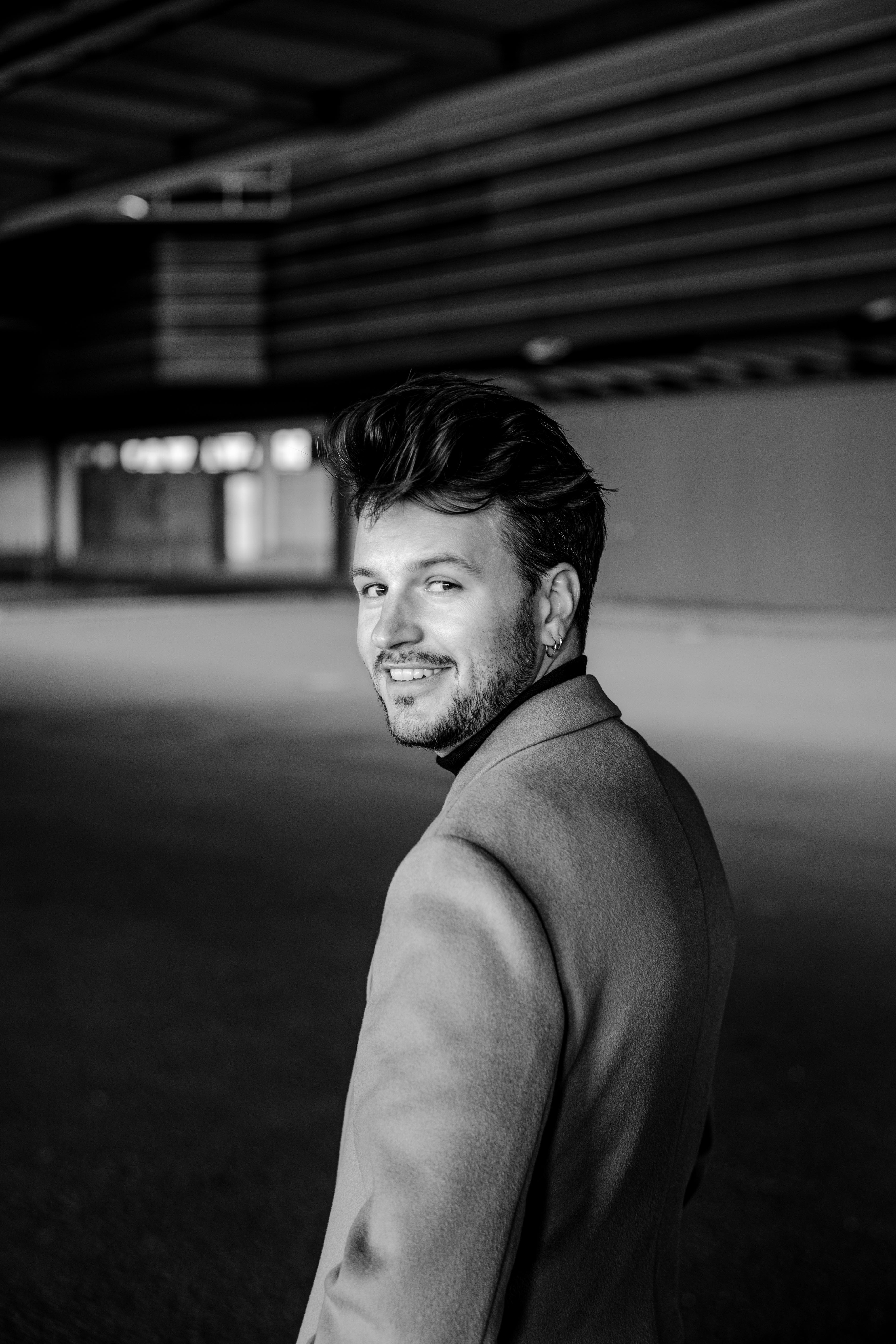
Lukas Kiedaisch (2020)

Lukas Michael Kiedaisch (* 23. Januar 1988 in Stuttgart) ist ein deutscher Filmkomponist und Musiker mit Wohnsitz in Berlin.

## Leben
Lukas Kiedaisch (Vater: Michael Kiedaisch, Schlagzeuger und Komponist) studierte im Studiengang Popular Music an der Hochschule für Musik, Theater und Medien Hannover mit den Schwerpunkten Klavier, Komposition & Produktion. Bereits vor erfolgreichem Abschluss des Bachelor of Arts begann Kiedaisch seine Karriere als Komponist für Film und Theater mit der Assistenz bei dem Filmkomponisten Biber Gullatz in den First Take Studios.
Kiedaischs musikalischer Hintergrund führt ihn als Komponist von Theaterproduktionen (Zusammenarbeiten mit Regisseuren wie Elias Perrig, Markus Bothe und Christoph Tomanek) über Studioproduktionen (Clemens Christian Poetzsch, Ryk) über Auftritte als elektronischer Live-Musiker mit dem Staatsorchester Braunschweig zu seiner Haupttätigkeit der Filmkomposition. Er ist mittlerweile an zahlreichen deutschen Filmen, Serien und Dokumentationen für Fernsehen und Kino beteiligt.

## Filmografie (Auswahl)
- 2017: Wilde Schlösser (Wild Castles) (Dokumentarfilmreihe)
  - Carcassonne – Im Reich der Eulen (The Realm Of The Owl)
  - Schloss Heidelberg – Romantik über dem Neckar (Secrets In Stone)
  - Die Alhambra – Vom Maurenpalast zur Oase der Amphibien (The Oasis In The Desert)
  - Schloss Neuschwanstein – Das falsche Paradies (The False Paradise)
  - Höhlenburg Predjama – Von Grottenolmen und Raubrittern (Hidden Caves Of Slovenia)
- 2017: Winzige Wunder (Dokumentarfilmreihe)
  - Die Wiese des Schreckens
  - Gottes Lieblinge
  - Wenn die Eiszeit kommt
- 2017: Bison Return (internationale Dokumentation)
- 2018: Extraklasse (Fernsehfilm)
- 2018: Keine Herrenjahre (Don't Touch Anything)
- 2019: Rocket Roaches
- 2019–2023: Die Drei von der Müllabfuhr (Fernsehfilmreihe)
  - 2019: Baby an Bord
  - 2020: Mission Zukunft
  - 2020: Kassensturz
  - 2021: Die Streunerin
  - 2021: Operation Miethai
  - 2022: Zu gut für die Tonne
  - 2022: (K)eine saubere Sache
  - 2023: Altlasten
  - 2023: Arbeit am Limit
  - 2025: Der Neue
  - 2025: Schutzgeld
- 2021–2022: Annie (Fernsehfilmreihe)
  - 2021: Annie und der verliehene Mann
  - 2022: Annie und das geteilte Glück
- 2022: Mord mit Aussicht Staffel 4 (Fernsehserie)
  - Hengasch, Liebernich
  - Kartoffelking
  - Brenne, Hengasch!
  - Hackestüpp
  - Die letzten ihrer Art
  - Sauberer Abgang
- 2022: Was man von hier aus sehen kann (zusätzliche Musik) (Kinofilm)
- 2023: Dein perfektes Jahr (Fernsehfilm)
- 2024: Mord mit Aussicht Staffel 5 (Fernsehserie)
  - Furcht und Schrecken
  - Maibaum-Massaker
  - Die Bestechlichen
  - Der Prozess
  - Operation Heilige Kuh
  - Hengasch Zwischenfall
  - Akte Waschbär
  - Marie rennt
  - Mörderspiel
  - Renate
  - Minigolf Mafia
  - Women in black
  - Tag der Abrechnung

## Diskographie
- 2024: An Elaboration Of An Electronic Soundtrack (Album)

## Theaterarbeiten (Auswahl)
- 2016: Richard III (Theater und Orchester Heidelberg)
- 2017: 1984 (Ernst Deutsch Theater)
- 2018: Gefährliche Liebschaften (Schauspiel Leipzig)
- 2022: Gespenster (Ernst Deutsch Theater)
- 2023: Am Ende Licht (Ernst Deutsch Theater)
- 2023: Emilia Galotti (Theater Koblenz)
- 2024: Cyrano de Bergerac (Theater Koblenz)